# Alexander Myakinin
Alexander Myakinin (né le 22 février 1995 en Russie) est un gymnaste russe puis israélien.

## Carrière
Sous les couleurs israéliennes, Alexander Myakinin est médaillé de bronze à la barre fixe aux Championnats d'Europe de gymnastique artistique masculine 2020 à Mersin.